# Malik Muhammad Jayasi
Malik Muhammad Jayasi (care a trăit între: 1477 - 1542) a fost un poet indian, care a scris în dialectul awadhi al limbii hindi.
Este autorul renumitei epopei transmise în limba persană, Padmavat (1540), care este atât cântec eroic, cât și poveste de iubire și carte de înțelepciune, în care urmează modele hinduse, având o semnificație alegorică.